# 蒙塔诺安蒂利亚
蒙塔诺安蒂利亚（義大利語：Montano Antilia），是意大利萨莱诺省的一个市镇。总面积33.4平方公里，人口2028人，人口密度60.7人/平方公里（2009年）。ISTAT代码为065070。